# Spoorlijn 122 (Tsjechië)
Spoorlijn 122 is een spoorlijn in Tsjechië, die loopt van Praag via Hostivice naar Rudná. De lijn begint in het figuurlijke centrum van de spoorwegen van Tsjechië, station Praha hlavní nádraží, via een zestal andere stations in Praag voert de spoorlijn naar het district Praha-západ. Over het traject rijden voornamelijk stoptreinen. Bij een aantal stations in Praag is er aansluiting op de Praagse metro, zo kan er bij het hoofdstation worden overgestapt op lijn C en bij station Praha-Smíchov op lijn B.
De bouw van de lijn vond plaats in de vroege jaren 70 van de negentiende eeuw. Op 11 mei 1873 vond de feestelijke opening plaats van het gedeelte tussen Rudná en Hostivice. De rest van de lijn was in de zomer van 1872 al geopend. De spoorwijdte van het gehele traject is 1.435 mm (normaalspoor).
Het 9 kilometer lange gedeelte van de lijn tussen station Praha-Smíchov en Praha-Jinonice wordt ook wel de Praagse Semmering genoemd, naar de Semmeringspoorlijn in Oostenrijk. Net als bij de Oostenrijkse spoorweg zijn er bij de Praagse Semmering ook relatief grote hoogteverschillen en veel bochten. Onderdeel van de Semmering zijn twee grote viaducten.

## Externe link

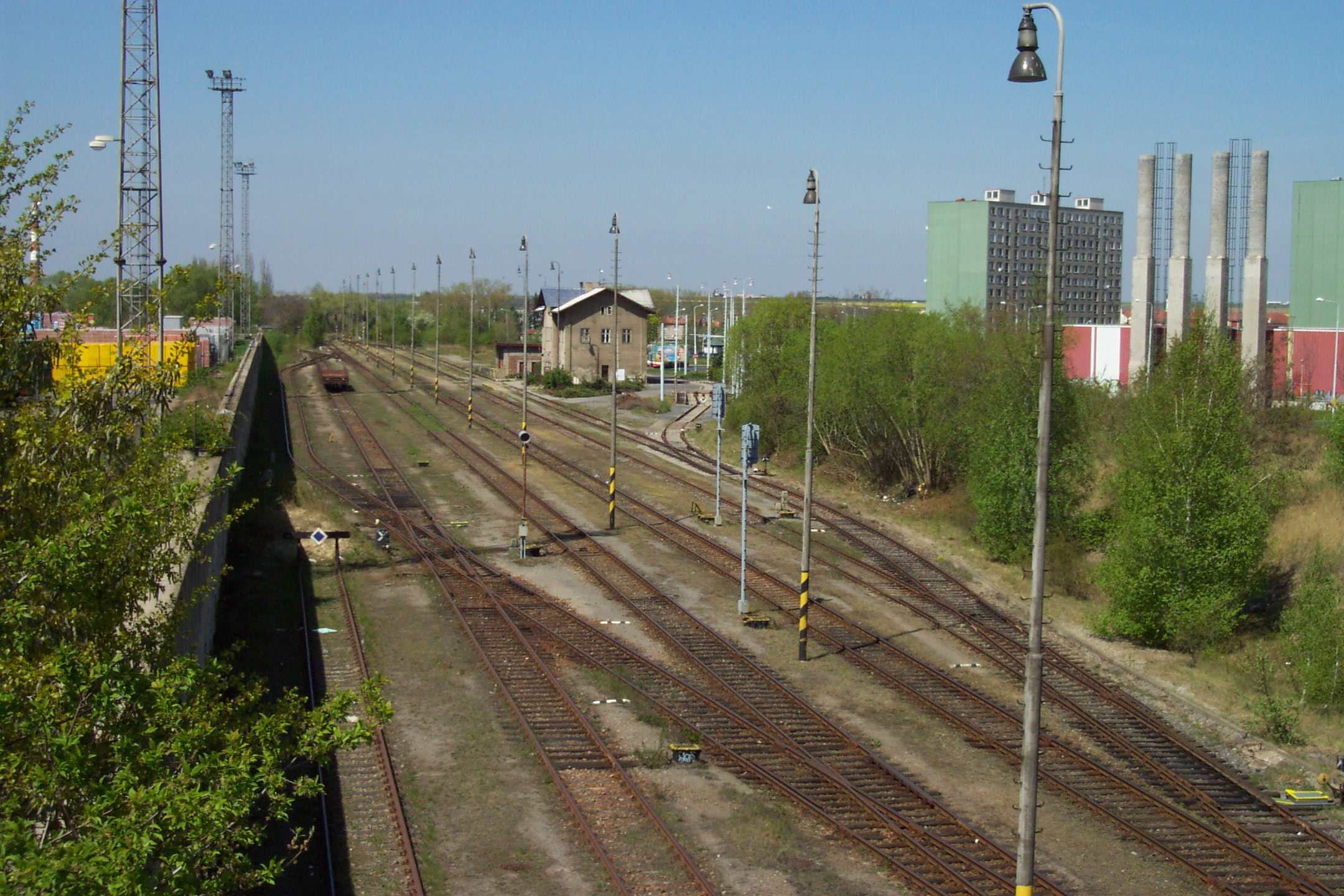
Spoorlijn 122 bij station Zličín
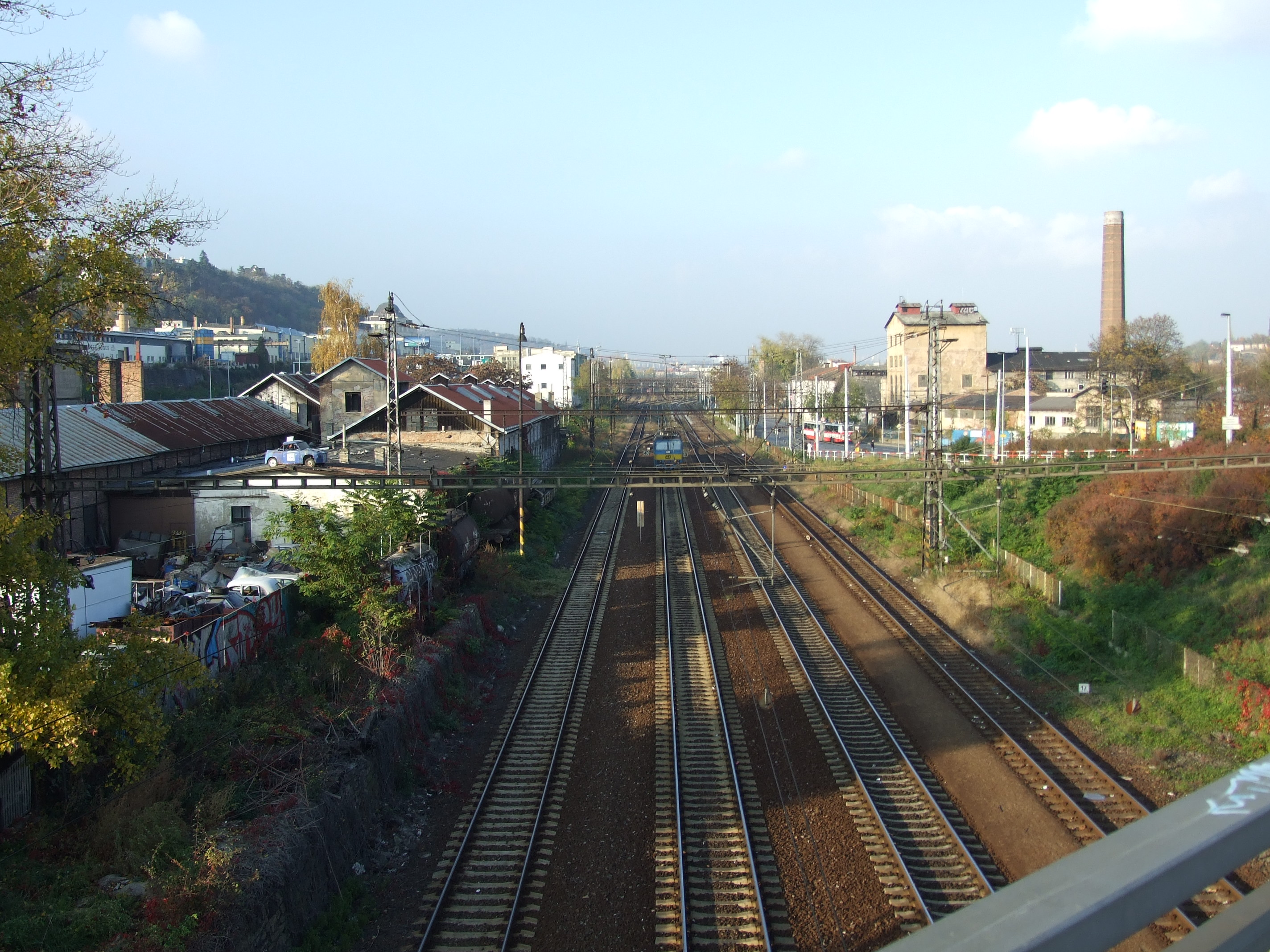
Spoorlijn 122 ter hoogte van Smíchov
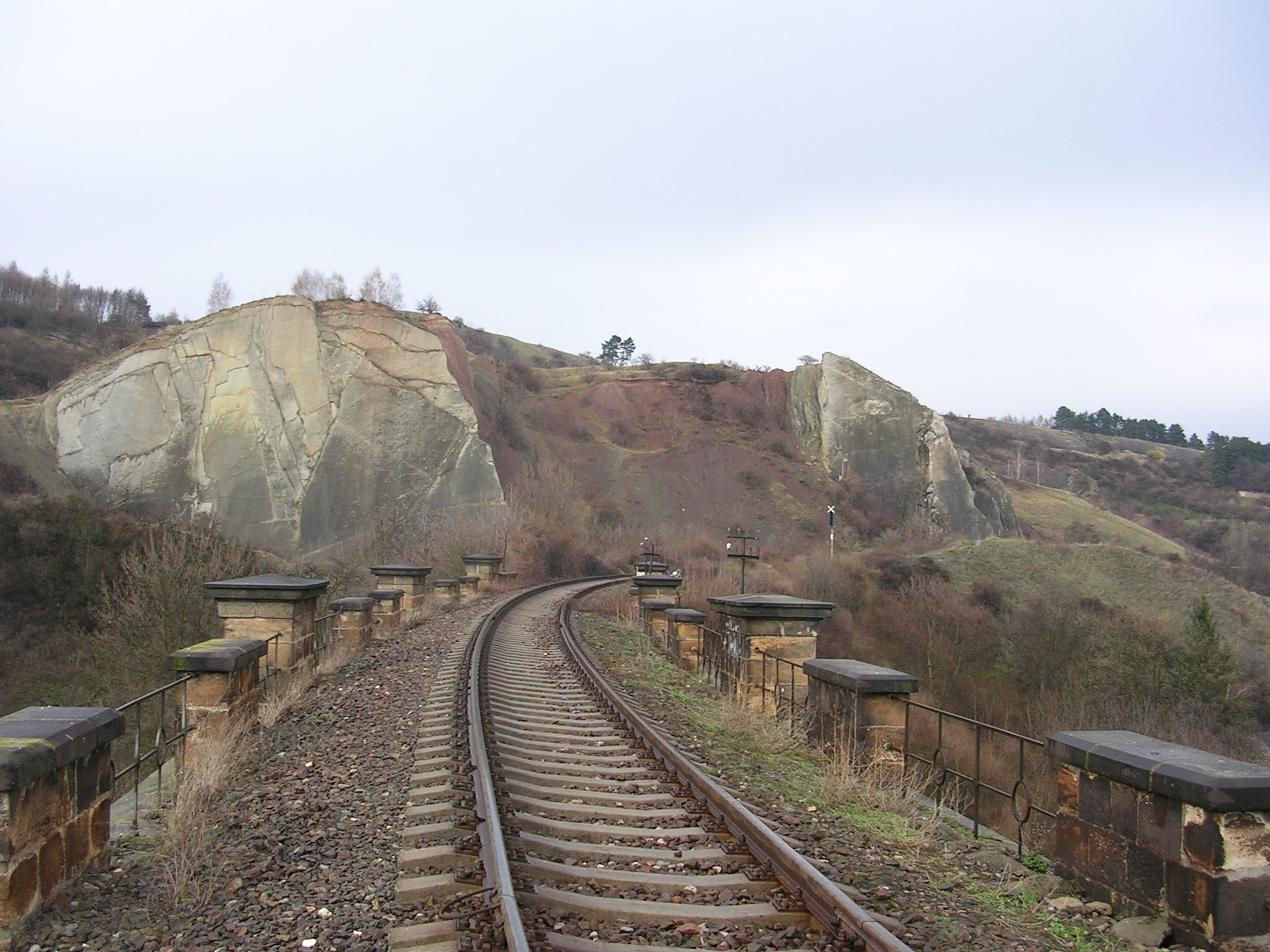
Spoorlijn 122 boven op een van de viaducten van de Praagse Semmering